# Arthur John Priest
Arthur John Priest, britanski ladijski kurjač in gasilec, * 31. avgust 1887 Southampton, Anglija, † 11. februar 1937, Southampton, Anglija.                                                                           
Priest je bil ladijski kurjač, ki je najbolj znan po tem, da je kot kurjač in gasilec delal ter preživel potop ladje RMS Titanic in še štiri druge potope ladij, vključno z HMHS Asturias, RMS Alcantara, HMHS Britannic ter številne druge potope drugih ladij, ki so sodelovale v raznih trčenjih. Zaradi tega je Priest dobil vzdevek "nepotopljivi kurjač".

## Biografija

### Zgodnje življenje
Arthur John Priest se je rodil 31. avgusta 1887 v Southamptonu. Bil je sin delavca Harryja Priseta in njegove žene Elizabete Garner. Poleg tega je družina imela še enajst otrok. Leta 1915 se je Priest poročil z Annie Martin, s katero sta imela tri otroke, imenovane Arthur John, George in Frederick Harry. Družina je več let živela v ulici Briton 17 v Southamptonu.

### Kariera
Priest je delal kot kurjač in gasilec na britanskih ladjah. V koncu 19. stoletja in začetku 20. stoletja je bilo glavno gorivo premog. Velike ladje so vsak dan potrebovale tone tega vira. Skladno s tem je na parnikih delovalo na ducate (in včasih tudi več kot sto) peči, ki so ročno oskrbovale peč s premogom.  
Ker se je koža kurjačev hitro zatemnila s premogovim prahom, so jih poimenovali "črna banda". V eni kotlovnici je bilo v povprečju 27 ljudi. V njem je bilo poleg kurjačev še šest gasilcev, dva varnostnika in en stevard (pogovorno imenovan "peggy"), katerih naloga je bila dostava hrane in pijače v prostore, kjer je delala skupina kurjačev.
To delo je veljalo za zelo težko in nevarno ter je zahtevalo tako veliko fizično moč kot vzdržljivost. Kurjači so delali v grozljivi zapuščini. Da bi se rešili nevzdržne vročine, so delali goli.

#### Ladijske nesreče
Priest je zaslovel kot "nepotopljivi kurjač", saj je preživel pet nesreč, ki so se končale s potapljanjem ladij ali resnimi nesrečami. Ta reševanja so toliko bolj presenetljiva, saj so kurjači in strojniki delali in živeli na najnižjih ladijskih palubah. Skladno s tem so imeli v primeru nesreče minimalne možnosti za izhod.
Prva manjša nesreča je bila leta 1907, ko je Priest služil na ladji Asturia. Na prvi plovbi čez Atlantski Ocean je ladja skoraj potonila, ko je trčila v drugo ladjo. 
Junija 1911 je bil Priest premeščen na ladjo RMS Olympic. Na tej ladji je bilo potrebno v peči kotlov naložiti 600 ton premoga na dan, da bi ladja ohranila enako hitrost. Za nemoteno delovanje strojev je bilo potrebnih 150 ljudi. Po prihodu v newyorško pristanišče na njeni krstni plovbi je ladja rahlo trčila v vlačilec, ki je ladji pomagal do pomola. Po vrnitvi v Evropo se je zgodila še hujša nesreča. 20. septembra, ko je Olympic plul ob otoku Wight, je trčil v vojaško ladjo HMS Hawke. Kljub veliki škodi in poškodovanemu propelerju, je Olympic ostal na površju in uspel doseči pristanišče v Southamptonu, vendar je bilo treba potnike nazaj na obalo pripeljati z drugo ladjo.                                                                                                                                                                                                                   
6. aprila 1912 je bil Priest premeščen na ladjo RMS Titanic. Na njeni krstni plovbi se je zgodila ena najslavnejših in najhujših nesreč v pomorski zgodovini. V noči iz 14. na 15. april 1912 je Titanic trčil v ledeno goro in potonil dve uri pozneje, pri tem pa je umrlo več kot 1500 ljudi. Po nekem čudežu je Priest uspel priti iz kotlovnice skozi strojnico in nato na palubo čolnov, kjer se je vkrcal na enega od reševalnih čolnov. V čolnu je preživel več ur, pri tem pa je dobil resne ozebline (za kurjače, ki so delali v veliki vročini in ki so nato prišli na mraz, na katerem so bili veliko časa, je bilo to čisto značilno).  
Z začetkom prve svetovne vojne je Priest služil na trgovski ladji Alcantra, preurejeni v vojaško ladjo. Februarja 1916 se je ta ladja v Severnem morju srečala z nemško napadalno ladjo Greif. V kratki bitki sta obe ladji utrpeli resne poškodbe na trupu in potonili. Umrlo je 68 mornarjev posadke Alcantre. Toda Priest je bil spet med srečneži, ki so uspeli pobegniti in se rešiti. 
Arthur John Priest je še naprej delal v kraljevi mornarici. Avgusta 1916 je bil Priest premeščen na ladjo HMHS Britannic. Na šesti plovbi po Sredozemskem morju je Britannic 21. novembra 1916 ob obali grškega otoka Kea zadel nemško morsko mino in potonil v manj kot eni uri. Britannic je potonil trikrat hitreje kot Titanic. Med evakuacijo sta v ladijske še vedno delujoče propelerje zašla dva reševalna čolna, ki so ju propelerji razkosali na kose, zaradi česar je umrlo 30 ljudi. Priest je bil na enem izmed teh dveh čolnov in je zadnji trenutek skočil v drugi čoln, ki se je spuščal nad njim, in se vkrcal vanj. S tem čolnom je nato varno prispeli do obale. 
Zadnja ladijska nesreča, ki jo je Priest preživel, je bila leta 1917, ko je služil na bolniški ladji Dongeal. 17. aprila 1917 je ladjo v Rokavskem zalivu torpedirala in potopila nemška podmornica U-21. Priest je bil znova med tistimi, ki so se uspeli rešiti. Na krovu je bil tudi Archie Jewell (s katerim je Priest preživel potop ladij Titanic in Britannic), ki pa potopa ladje Donegal, ni preživel.  

### Poznejše življenje
Priestevo življenje ni bilo lepo in prijetno in zdelo se mu je, da je imel niz slabe sreče med delom na različnih ladjah. Potem ko je preživel potopitev petih ladij in eno večje trčenje, se je Priest končno upokojil in zapustil službo kot kurjač na krovu ladij. Preostanek dni je živel na suhem na svojem domu v Southamptonu v Angliji z ženo Annie. Ta upokojitev se zdi prisiljena, saj je nekoč trdil, da ga po teh katastrofah nihče ni hotel več sprejeti na kakšno drugo ladjo in pluti z njim. Verjetno je imel sina tudi po imenu "John Arthur", ki se je rodil leta 1917 je umrl šele tri leta kasneje. 
Razen o njegovih neverjetnih zgodb o preživetju na morju, o njegovem zasebnem življenju ni znanega preveč. Ni znano, s čim se je preživljal, potem ko je za vedno zapustil morje, o njegovi ženi ali drugih članih družine pa je zelo malo podatkov. Vendar je znano, da je Priest umrl zaradi pljučnice, 11. februarja 1937 na svojem domu v Southamptonu, v starosti 49 let. Žena mu je stala ob strani do njegove smrti. Pokopan je bil na pokopališču Hollybrook v Southamptonu v Angliji. Zgodovina mu je dala vzdevek "nepotopljivi kurjač", ime, ki je zelo primerno za njegove neverjetne zgodbe o preživetju na morju.   